# Eois myrrha
Eois myrrha là một loài bướm đêm trong họ Geometridae.